# Чемпіонат світу з футболу 1970 (група 4)
Матчі Групи 4 чемпіонату світу з футболу 1970 відбувалися з 2 по 11 червня 1970 року на стадіоні Естадіо Ноу Камп у Леоні. Учасниками змагання в групі були команди ФРН, Болгарії, Перу і Марокко. Путівки до стадії плей-оф здобули західнонімецькі й перуанські футболісти.
Абсолютний новачок фінальних частин чемпіонатів світу, збірна Марокко, до плей-оф не вийшла, проте здобула свою історичну першу нічию в рамках фінальних частин чемпіонатів світу, розділивши очки у грі з Болгарією.

## Турнірне становище
| Поз | Команда  | І | В | Н | П | ГЗ | ГП | РГ | О | Кваліфікація     |
| --- | -------- | - | - | - | - | -- | -- | -- | - | ---------------- |
| 1   | ФРН      | 3 | 3 | 0 | 0 | 10 | 4  | +6 | 6 | Вихід до плей-оф |
| 2   | Перу     | 3 | 2 | 0 | 1 | 7  | 5  | +2 | 4 | Вихід до плей-оф |
| 3   | Болгарія | 3 | 0 | 1 | 2 | 5  | 9  | −4 | 1 |                  |
| 4   | Марокко  | 3 | 0 | 1 | 2 | 2  | 6  | −4 | 1 |                  |

## Матчі
Час матчів наведений за місцевим часом (UTC−6)

### Перу — Болгарія
Грі передувала хвилина мовчання у пам'ять десятків тисяч жертв землетрусу в Перу, що відбувся двома днями раніше.
Рахунок на 13-й хвилині гри відкрив Динко Дерменджиєв прямим ударом зі штрафного, хоча й не без допомоги рикошету від партнера по команді. Решту першого тайму перуанці намагалися зрівняти рахунок, проте безрезультатно. Натомість на початку другого тайму болгарські футболісти подвоїли свою перевагу, знову реалізувавши штрафний удар.
Після другого пропущеного гола у збірної Перу нарешті почало виходити реалізовувати свої шанси у нападі. Вже на наступній хвилині після результативного удару Бонєва успіху досяг Альберто Гальярдо, вразивши ворота європейської команди потужним дальнім пострілом від поперечки воріт. А ще за п'ять хвилин рахунок було зрівняно, до взяття воріт призвів черговий штрафний удар, цього разу реалізований ударом низом у виконанні перуанця Ектора Чумпітаса. Зрівнявши рахунок, південноамериканці не збавили обертів і на 73-й хвилині вирвали перемогу — Теофіло Кубільяс обігрався з Рамоном Міффліном, після чого пройшов захисника і переграв болгарського голкіпера. До кінця гри перуанці ще двічі вразили ворота суперників, проте в обох випадках голи не були зараховані.
| 2 червня 1970 16:00 |

| Перу                                   | 3–2      | Болгарія                  |
| -------------------------------------- | -------- | ------------------------- |
| Гальярдо 50' Чумпітас 55' Кубільяс 73' | Протокол | Дерменджиєв 13' Бонєв 49' |

| Естадіо Ноу Камп, Леон Глядачів: 13,765 Арбітр: Антоніо Сбарделла (Італія) |

| Перу | Болгарія |

| ВР               | 1  | Луїс Рубіньйос      |  |     |
| ЗХ               | 2  | Елой Кампос         |  | 29' |
| ЗХ               | 3  | Орландо де ла Торре |  |     |
| ЗХ               | 4  | Ектор Чумпітас (к)  |  |     |
| ЗХ               | 5  | Ніколас Фуентес     |  |     |
| ПЗ               | 6  | Рамон Міффлін       |  |     |
| ПЗ               | 7  | Роберто Чальє       |  |     |
| НП               | 8  | Хуліо Байлон        |  | 51' |
| НП               | 9  | Педро Пабло Леон    |  |     |
| НП               | 10 | Теофіло Кубільяс    |  |     |
| НП               | 11 | Альберто Гальярдо   |  |     |
| Заміни:          |    |                     |  |     |
| ПЗ               | 15 | Хав'єр Гонсалес     |  | 29' |
| НП               | 20 | Уго Сотіль          |  | 51' |
| Головний тренер: |    |                     |  |     |
| Діді             |    |                     |  |     |

| ВР               | 1  | Сімеон Сімеонов      |  |     |
| ЗХ               | 2  | Александар Шаламанов |  |     |
| ЗХ               | 3  | Іван Димитров (к)    |  |     |
| ЗХ               | 5  | Іван Давидов         |  |     |
| ЗХ               | 4  | Стефан Аладжов       |  |     |
| ПЗ               | 8  | Христо Бонєв         |  | 73' |
| ПЗ               | 6  | Димитар Пенєв        |  |     |
| ПЗ               | 10 | Димитар Якимов       |  |     |
| НП               | 7  | Георгій Попов        |  | 59' |
| НП               | 9  | Петар Жеков          |  |     |
| НП               | 11 | Динко Дерменджиєв    |  |     |
| Заміни:          |    |                      |  |     |
| НП               | 18 | Димитар Марашлиєв    |  | 59' |
| НП               | 19 | Георгі Аспарухов     |  | 73' |
| Головний тренер: |    |                      |  |     |
| Стефан Божков    |    |                      |  |     |

| Асистенти арбітра: Абель Агілар Елісальде (Мексика) Йосіюкі Маруяма (Японія) |

### ФРН — Марокко
Матч проходив за повної переваги західнонімецьких футболістів, проте рахунок на 21-й хвилині неочікувано відкрили абсолютні дебютанти світових першостей марокканці — історичний перший м'яч команди на головному футбольному турнірі світу забив Хуман Жарір, скориставшись помилкою захисника Геттгеса, який невдало спробував скинути м'яч головою на партнера. Довгий час європейцям не вдавалося бодай зрівняти рахунок, їх ударам бракувало точності, в решті ж епізодів впевнено грав голкіпер Марокко Аллаль Бен-Кассу.
Нарешті забити гол у відповідь збірна ФРН змогла лише на 56-й хвилині, коли відзначився Уве Зеелер. А за десять хвилин до завершення гри той же Зеелер ударом головою влучив у поперечину воріт суперників, м'яч відскочив у поле, де на добиванні першим виявився Герд Мюллер, встановивши остаточний рахунок матчу.
| 3 червня 1970 16:00 |

| ФРН                   | 2–1      | Марокко   |
| --------------------- | -------- | --------- |
| Зеелер 56' Мюллер 80' | Протокол | Жарір 21' |

| Естадіо Ноу Камп, Леон Глядачів: 12,942 Арбітр: Лауренс ван Равенс (Нідерланди) |

| ФРН | Марокко |

| ВР               | 1  | Зепп Маєр           |  |     |
| ЗХ               | 7  | Берті Фогтс         |  |     |
| ЗХ               | 5  | Віллі Шульц         |  |     |
| ЗХ               | 11 | Клаус Фіхтель       |  |     |
| ЗХ               | 2  | Горст-Дітер Геттгес |  | 77' |
| ПЗ               | 4  | Франц Бекенбауер    |  |     |
| ПЗ               | 12 | Вольфганг Оверат    |  |     |
| ПЗ               | 8  | Гельмут Галлер      |  | 46' |
| НП               | 9  | Уве Зеелер (к)      |  |     |
| НП               | 13 | Герд Мюллер         |  |     |
| НП               | 10 | Зігфрід Гельд       |  |     |
| Заміни:          |    |                     |  |     |
| НП               | 17 | Ганнес Лер          |  | 77' |
| НП               | 20 | Юрген Грабовскі     |  | 46' |
| Головний тренер: |    |                     |  |     |
| Гельмут Шен      |    |                     |  |     |

| ВР               | 1  | Аллаль Бен-Кассу      |  |     |
| ЗХ               | 2  | Абдаллах Ламрані      |  |     |
| ЗХ               | 4  | Мулай Хануссі         |  |     |
| ЗХ               | 5  | Касем Слімані         |  |     |
| ЗХ               | 3  | Бужемаа Бенхріф       |  |     |
| ПЗ               | 6  | Мохаммед Махруфі      |  |     |
| ПЗ               | 8  | Дрісс Бамус (к)       |  | 72' |
| ПЗ               | 10 | Мохаммед Ель-Філалі   |  |     |
| ПЗ               | 7  | Саїд Ганді            |  |     |
| НП               | 11 | Маухуб Газуані        |  | 56' |
| НП               | 14 | Хуман Жарір           |  |     |
| Заміни:          |    |                       |  |     |
| НП               | 9  | Ахмед Фарас           |  | 72' |
| ЗХ               | 18 | Абделькадер Ель-Хіаті |  | 56' |
| Головний тренер: |    |                       |  |     |
| Благоє Видинич   |    |                       |  |     |

| Асистенти арбітра: Хосе Марія Ортіс де Мендібіль (Іспанія) Гільєрмо Веласкес (Колумбія) |

### Перу — Марокко
У своєму другому матчі на турнірі збірна Марокко, номінальний аутсайдер групи, знову вдало провела перший тайм — попри велику кількість моментів біля її воріт перуанцям так і не вдалося пробити голкіпера Аллаля Бен-Кассу. Але на 65-й хвилині гри Теофіло Кубільяс нарешті зумів вразити його ворота ударом з близької відстані. А вже за дві хвилини до карного майданчика марокканців увірвався Роберто Чальє і, перегравши воротаря, подвоїв перевагу своєї команди. Остаточний рахунок матчу встановив той же Кубільяс, забивши свій другий гол на 75-й хвилині з передачі Уго Сотіля.
| 6 червня 1970 16:00 |

| Перу                        | 3–0      | Марокко |
| --------------------------- | -------- | ------- |
| Кубільяс 65', 75' Чальє 67' | Протокол |         |

| Естадіо Ноу Камп, Леон Глядачів: 13,537 Арбітр: Бахрамов Тофік Бахрам-огли (СРСР) |

| Перу | Марокко |

| ВР               | 1  | Луїс Рубіньйос      |  |     |
| ЗХ               | 13 | Педро Гонсалес      |  |     |
| ЗХ               | 3  | Орландо де ла Торре |  |     |
| ЗХ               | 4  | Ектор Чумпітас (к)  |  |     |
| ЗХ               | 5  | Ніколас Фуентес     |  |     |
| ПЗ               | 6  | Рамон Міффлін       |  | 56' |
| ПЗ               | 7  | Роберто Чальє       |  |     |
| НП               | 20 | Уго Сотіль          |  |     |
| НП               | 9  | Педро Пабло Леон    |  |     |
| НП               | 11 | Альберто Гальярдо   |  | 76' |
| НП               | 10 | Теофіло Кубільяс    |  |     |
| Заміни:          |    |                     |  |     |
| ПЗ               | 17 | Луїс Крусадо        |  | 56' |
| НП               | 22 | Освальдо Рамірес    |  | 76' |
| Головний тренер: |    |                     |  |     |
| Діді             |    |                     |  |     |

| ВР               | 1  | Аллаль Бен-Кассу    |  |     |
| ЗХ               | 2  | Абдаллах Ламрані    |  |     |
| ЗХ               | 4  | Мулай Хануссі       |  |     |
| ЗХ               | 5  | Касем Слімані       |  |     |
| ЗХ               | 3  | Бужемаа Бенхріф     |  | 66' |
| ПЗ               | 6  | Мохаммед Махруфі    |  |     |
| ПЗ               | 8  | Дрісс Бамус (к)     |  |     |
| ПЗ               | 10 | Мохаммед Ель-Філалі |  |     |
| ПЗ               | 7  | Саїд Ганді          |  | 81' |
| НП               | 11 | Маухуб Газуані      |  |     |
| НП               | 14 | Хуман Жарір         |  |     |
| Заміни:          |    |                     |  |     |
| ЗХ               | 13 | Жалілі Фаділі       |  | 66' |
| НП               | 17 | Ахмед Алауї         |  | 81' |
| Головний тренер: |    |                     |  |     |
| Благоє Видинич   |    |                     |  |     |

| Асистенти арбітра: Йосіюкі Маруяма (Японія) Антоніо Сбарделла (Італія) |

### ФРН — Болгарія
Гравці збірної Болгарії у своєму другому матчі на турнірі повели в рахунку, на 12-й хвилині знову відзначившись після штрафного, однак цього разу їх перевага протрималася лише до 20-ї хвилини, коли простріл Уве Зеелера замкнув Райнгард Лібуда. А вже на 27-й хвилині той же Лібуда пройшов автора першого гола гри Аспаруха Никодимова і віддав м'яч на Герда Мюллера, якому лишалося лише поцілити у ворота і вивести свою команду уперед.
У другому таймі Лібуда став безпосереднім учасником і третього взяття воріт болгарської команди — його прохід у її карний майданчик було зупинено із порушенням правил, після чого Мюллер реалізував пенальті. Згодом Уве Зеелер забив четвертий гол західнонімецької збірної, замкнувши простріл від Герда Мюллера, а за дві хвилини до завершення гри німці забили й уп'яте — Мюллер відзначився ударом головою після навісу з кутового, ставши таким чином автором хет-трику. Утім за час, що залишався, болгарам вдалося дещо покращити різницю голів, коли Тодор Колев замкнув навіс від Бонєва.
| 7 червня 1970 12:00 |

| ФРН                                               | 5–2      | Болгарія                |
| ------------------------------------------------- | -------- | ----------------------- |
| Лібуда 20' Мюллер 27', 52' (пен.), 88' Зеелер 67' | Протокол | Никодимов 12' Колев 89' |

| Естадіо Ноу Камп, Леон Глядачів: 12,710 Арбітр: Хосе Марія Ортіс де Мендібіль (Іспанія) |

| ФРН | Болгарія |

| ВР               | 1  | Зепп Маєр             |  |     |
| ЗХ               | 7  | Берті Фогтс           |  |     |
| ЗХ               | 3  | Карл-Гайнц Шнеллінгер |  |     |
| ЗХ               | 11 | Клаус Фіхтель         |  |     |
| ЗХ               | 2  | Горст-Дітер Геттгес   |  |     |
| ПЗ               | 4  | Франц Бекенбауер      |  | 72' |
| ПЗ               | 12 | Вольфганг Оверат      |  |     |
| НП               | 14 | Райнгард Лібуда       |  |     |
| НП               | 9  | Уве Зеелер (к)        |  |     |
| НП               | 13 | Герд Мюллер           |  |     |
| НП               | 17 | Ганнес Лер            |  | 58' |
| Заміни:          |    |                       |  |     |
| ПЗ               | 6  | Вольфганг Вебер       |  | 72' |
| НП               | 20 | Юрген Грабовскі       |  | 58' |
| Головний тренер: |    |                       |  |     |
| Гельмут Шен      |    |                       |  |     |

| ВР               | 1  | Сімеон Сімеонов      |  |     |
| ЗХ               | 12 | Милко Гайдарський    |  |     |
| ЗХ               | 14 | Добромир Жечев       |  |     |
| ЗХ               | 17 | Тодор Колев          |  |     |
| ЗХ               | 6  | Димитар Пенєв        |  |     |
| ПЗ               | 15 | Борис Гаганелов (к)  |  | 58' |
| ПЗ               | 16 | Аспарух Никодимов    |  |     |
| ПЗ               | 11 | Динко Дерменджиєв    |  | 46' |
| ПЗ               | 19 | Георгі Аспарухов     |  |     |
| НП               | 18 | Димитар Марашлиєв    |  |     |
| НП               | 8  | Христо Бонєв         |  |     |
| Заміни:          |    |                      |  |     |
| ЗХ               | 2  | Александар Шаламанов |  | 58' |
| ПЗ               | 20 | Васил Митков         |  | 46' |
| Головний тренер: |    |                      |  |     |
| Стефан Божков    |    |                      |  |     |

| Асистенти арбітра: Гільєрмо Веласкес (Колумбія) Антоніу Салданья Рібейру (Португалія) |

### ФРН — Перу
У грі команд, які виграли усі свої попередні матчі у групі і гарантували прохід до плей-оф, визначався лише розподіл місць між ними та, відповідно, потенційно сильніший або слабший суперник на стадії чвертьфіналів. Західнонімецькі футболісти запропонували гостроатакувальну гру з акцентом на фланги, яка дозволила їм у перші 40 хвилин матчу тричі вразити ворота південноамериканських опонентів, причому усі голи забив Герд Мюллер, зробивши хет-трик у другій грі поспіль і довівши свій бомбардирський здобуток до семи голів у трьох зустрічах. Спочатку він відзначився, обробивши навісну передачу від Лібуди з правого флангу, згодом замкнув на ближній стійці простріл зліва від Ганнеса Лера, після чого вразив головою навіс знову з правого флангу, цього разу у виконанні Уве Зеелера. За хвилину до перерви дещо скоротити відставання у рахунку перуанцям вдалося зусиллями Теофіло Кубільяса після штрафного удару, проте у другому таймі голів забито не було, і гра завершилася з рахунком 3:1 на користь європейської команди.
| 10 червня 1970 16:00 |

| ФРН                  | 3–1      | Перу         |
| -------------------- | -------- | ------------ |
| Мюллер 19', 26', 39' | Протокол | Кубільяс 44' |

| Естадіо Ноу Камп, Леон Глядачів: 17,875 Арбітр: Абель Агілар Елісальде (Мексика) |

| ФРН | Перу |

| ВР               | 1  | Зепп Маєр             |  |     |
| ЗХ               | 7  | Берті Фогтс           |  |     |
| ЗХ               | 3  | Карл-Гайнц Шнеллінгер |  |     |
| ЗХ               | 11 | Клаус Фіхтель         |  |     |
| ЗХ               | 2  | Горст-Дітер Геттгес   |  | 46' |
| ПЗ               | 4  | Франц Бекенбауер      |  |     |
| ПЗ               | 12 | Вольфганг Оверат      |  |     |
| НП               | 14 | Райнгард Лібуда       |  | 75' |
| НП               | 9  | Уве Зеелер (к)        |  |     |
| НП               | 13 | Герд Мюллер           |  |     |
| НП               | 17 | Ганнес Лер            |  |     |
| Заміни:          |    |                       |  |     |
| ЗХ               | 15 | Бернд Патцке          |  | 46' |
| НП               | 20 | Юрген Грабовскі       |  | 75' |
| Головний тренер: |    |                       |  |     |
| Гельмут Шен      |    |                       |  |     |

| ВР               | 1  | Луїс Рубіньйос      |  |     |
| ЗХ               | 13 | Педро Гонсалес      |  |     |
| ЗХ               | 3  | Орландо де ла Торре |  |     |
| ЗХ               | 4  | Ектор Чумпітас (к)  |  |     |
| ЗХ               | 5  | Ніколас Фуентес     |  |     |
| ПЗ               | 6  | Рамон Міффлін       |  |     |
| ПЗ               | 7  | Роберто Чальє       |  | 72' |
| НП               | 20 | Уго Сотіль          |  |     |
| НП               | 9  | Педро Пабло Леон    |  | 56' |
| НП               | 11 | Альберто Гальярдо   |  |     |
| НП               | 10 | Теофіло Кубільяс    |  |     |
| Заміни:          |    |                     |  |     |
| ПЗ               | 17 | Луїс Крусадо        |  | 72' |
| НП               | 22 | Освальдо Рамірес    |  | 56' |
| Головний тренер: |    |                     |  |     |
| Діді             |    |                     |  |     |

| Асистенти арбітра: Хосе Марія Ортіс де Мендібіль (Іспанія) Антоніо Сбарделла (Італія) |

### Болгарія — Марокко
Обидві команди, програвши свої попередні ігри у групі, не набрали жодного очка і не мали шансів на вихід до плей-оф. Тому тренери дали можливість відчути атмосферу головного футбольного турніру світу низці гравців, які у перших матчах по поле не виходили. 
У своєму третьому матчі поспіль болгари відкрили рахунок і знову зробили це ударом зі штрафного, цього разу у виконанні Добромира Жечева. Загалом чотири із п'яти їх м'ячів на ЧС-1970 були забиті зі штрафних. По завершенні години гри матч у відповідь провів Маухуб Газуані, забивши другий гол на чемпіонатах світу для своєї команди і принісши їй перше очко в іграх світової першості. Оскільки це була лише друга участь представників Африки у фінальних частинах мундіалів, а збірна Єгипту свою єдину гру на ЧС-1934 програла, цей матч став першим непрограним для африканських команд у рамках цих турнірів.
| 11 червня 1970 16:00 |

| Болгарія  | 1–1      | Марокко     |
| --------- | -------- | ----------- |
| Жечев 40' | Протокол | Газуані 61' |

| Естадіо Ноу Камп, Леон Глядачів: 12,299 Арбітр: Антоніу Салданья Рібейру (Португалія) |

| Болгарія | Марокко |

| ВР               | 13 | Стоян Йорданов           |  |     |
| ЗХ               | 12 | Милко Гайдарський        |  |     |
| ЗХ               | 14 | Добромир Жечев           |  |     |
| ЗХ               | 10 | Димитар Якимов           |  | 50' |
| ЗХ               | 6  | Димитар Пенєв            |  | 42' |
| ПЗ               | 2  | Александар Шаламанов (к) |  |     |
| ПЗ               | 16 | Аспарух Никодимов        |  |     |
| ПЗ               | 17 | Тодор Колев              |  |     |
| ПЗ               | 7  | Георгій Попов            |  |     |
| НП               | 20 | Васил Митков             |  |     |
| НП               | 19 | Георгі Аспарухов         |  |     |
| Заміни:          |    |                          |  |     |
| ЗХ               | 3  | Іван Димитров            |  | 42' |
| НП               | 8  | Христо Бонєв             |  | 50' |
| Головний тренер: |    |                          |  |     |
| Стефан Божков    |    |                          |  |     |

| ВР               | 12 | Мохаммед Хаззаз     |  |     |
| ЗХ               | 3  | Бужемаа Бенхріф     |  |     |
| ЗХ               | 13 | Жалілі Фаділі       |  |     |
| ЗХ               | 4  | Мулай Хануссі       |  |     |
| ЗХ               | 5  | Касем Слімані       |  |     |
| ПЗ               | 6  | Мохаммед Махруфі    |  |     |
| ПЗ               | 8  | Дрісс Бамус (к)     |  | 46' |
| ПЗ               | 10 | Мохаммед Ель-Філалі |  |     |
| ПЗ               | 7  | Саїд Ганді          |  |     |
| НП               | 17 | Ахмед Алауї         |  | 74' |
| НП               | 11 | Маухуб Газуані      |  |     |
| Заміни:          |    |                     |  |     |
| НП               | 9  | Ахмед Фарас         |  | 74' |
| ПЗ               | 16 | Мустафа Шукрі       |  | 46' |
| Головний тренер: |    |                     |  |     |
| Благоє Видинич   |    |                     |  |     |

| Асистенти арбітра: Бахрамов Тофік Бахрам-огли (СРСР) Лауренс ван Равенс (Нідерланди) |